# Clima do Senegal
O clima do Senegal muda de árido para tropical. Existem duas estações de maior importância. São elas: a seca e a úmida. A variação de precipitação pluviométrica vai de 350mm ao norte até 1.500mm ao sul. Durante a estação chuvosa, há frequência de tornados. Em Dakar, a oscilação de temperatura vai de 18ºC até 27ºC em janeiro. Já, em agosto a variação de temperatura de 25°C até 33°C. De janeiro até maio, o harmatã se move com soprada no sentido leste-nordeste. O harmatã é um vento.